# Поборцев, Алексей Андреевич
Алексе́й Андре́евич Побо́рцев (27 октября 1964, Москва) — российский тележурналист, специальный корреспондент телекомпании НТВ, начальник отдела специальных проектов Дирекции информационного вещания ОАО (с 2015 — АО) «Телекомпания НТВ» с 2004 года.

## Биография
Алексей Поборцев родился 27 октября 1964 года в Москве. В 1988 году окончил португальское отделение Московского государственного института иностранных языков имени Мориса Тореза по специальности «Переводчик с португальского и английского языков».
По окончании вуза Поборцев проходил срочную воинскую службу. Первая командировка в Анголу состоялась в 1985—1986 годах, после третьего курса института. В 1988—1990 годах работал военным переводчиком в составе группы советских специалистов в Анголе, участвовал в военных действиях в этой же стране. 
В начале 1990-х годов Поборцев работал в редакции ТАСС, а также диктором и корреспондентом на Иновещании (Центральное телевидение Гостелерадио СССР).

### Телевидение
Начиная с 1994 года сотрудничал с московским телеканалом 2х2, в 1995 году — корреспондент в новостях этого же телеканала.
С декабря 1995 года — корреспондент в информационных программах телеканала НТВ. Начиная с конца 1995 — начала 1996 годов Алексей Поборцев вёл репортажи из Чечни: как из стана федеральных сил, так и из стана чеченских сепаратистов. Работал во время первой и второй чеченских кампаний, дагестанской войны, также снимал репортажи о войнах, катастрофах и переворотах, происходивших в Африке, Афганистане, Югославии и Албании, после урагана в Москве 1998 года. До июня 2014 года в разное время работал корреспондентом в информационных программах НТВ — «Сегодня», «Итоги», «Намедни», «Сегодня: итоговая программа», а также являлся одним из постоянных авторов рубрики «Профессия — репортёр». С 2000 по 2004 год — постоянный автор проекта «Новейшая история».
В дни смены собственника НТВ в апреле 2001 года работал дежурным корреспондентом в редакции. После событий 14 апреля 2001 года остался работать на телеканале.
С сентября 2002 по апрель 2004 года — автор, руководитель и ведущий еженедельной телевизионной программы под названием «Национальная безопасность. Расследование НТВ». Вместе с ним эту программу также вели Елена Саркисян и Антон Гришин.
С начала мая 2004 года работает преимущественно как автор документальных фильмов на НТВ, в одной группе с режиссёром Натальей Васьковой и корреспондентом, продюсером Константином Мыльниковым. С сентября 2004 года — руководитель специальных проектов Дирекции информационного вещания НТВ.

## Фильмография
При непосредственном участии Алексея Поборцева в разное время были созданы следующие документальные фильмы:
- «К-141: Обратный отсчёт» (2000) — об истории и трагедии АПЛ К-141 «Курск»[20].
- «Чечня: на южном фронте — без перемен» (2000) — о ходе второй российско-чеченской войны. Показан на НТВ 30 сентября 2000 года[21] (без упоминания в печатных телепрограммах).
- «Профессия — репортёр. Первомайская колонна» (2002) — о прорыве чеченских боевиков в дагестанское село Первомайское в январе 1996 года. Показан на НТВ 16 января 2002 года.
- «Новейшая история. Приговорённые жить» (2002) — о пожизненном лишении свободы и жизни в исправительных колониях[22]. Показан на НТВ 22 сентября 2002 года.
- «Новейшая история. Генерал Лебедь» (2003) — биографический фильм об Александре Лебеде, погибшем годом ранее[23][24]. Показан на НТВ 27 апреля 2003 года.
- «Национальная безопасность. Заложники чёрного неба» (2003) — о российских лётчиках, которые в разное время пропадали без вести в Анголе. Во время съёмок данного фильма Алексей вместе с оператором Станиславом Скрипником был выслан из страны без объяснения причин[25]. Показан на НТВ 12 сентября 2003 года.
- «Новейшая история. Убить журналиста» (2004) — о журналистах, убитых в России[26]. Показан на НТВ 29 апреля 2004 года.
- «По ту сторону войны» (2004—2005) — шестисерийная документальная лента, посвящённая Первой Чеченской войне и событиям в Чечне в период 1989—1996 годов[27]. Снят режиссёром Натальей Васьковой[28]. Первые три серии были показаны на НТВ с 22 по 24 ноября 2004 года. Фильм включает в себя интервью Павла Грачёва[29], Сергея Степашина, Александра Руцкого, Руслана Хасбулатова, Бориса Березовского, а также вдовы Дудаева Аллы[30]. Борис Ельцин от интервью отказался[28]. Продолжение фильма было показано на НТВ с 29 августа по 2 сентября 2005 года[31].
- «Зато мы делаем ракеты» (2005) — о ракетостроении в России[32], приуроченный к встрече Путина и Буша[33]. Показан на НТВ 23 февраля 2005 года.
- «Атомные люди» (2006) — фильм, посвящённый 20-летию со дня аварии на Чернобыльской АЭС в апреле 1986 года[34]. Включает в себя как рассказ о причинах и ходе аварии, так и комментарии специалистов. Показан на НТВ 24 апреля 2006 года[35].
- «Белая кровь» (2006) — о донорстве крови и детях, больных лейкемией[36][37]. Показан на НТВ 7 мая 2006 года.
- «Бес террора» (2006) — о Шамиле Басаеве. Показан на НТВ 15 июля 2006 года.
- «Союз нерушимый» (2006) — двухсерийный фильм, посвящённый 15-летию со дня распада Советского Союза в декабре 1991 года[38][39], а также о Беловежской пуще[40]. Фильм был положительно встречен многими телевизионными критиками[41][42]. Показан на НТВ 2 и 3 декабря 2006 года[43].
- «Аэродром Кремль» (2007) — фильм, посвящённый 20-летию со дня прилёта на Красную площадь Матиаса Руста[44]. Показан на НТВ 25 мая 2007 года.
- «Последняя дача генсека» (2007) — о последней резиденции Генерального секретаря ЦК КПСС. Показан на НТВ 6 ноября 2007 года.
- «Звёздная гонка» (2008) — фильм, посвящённый программе президента США Рональда Рейгана по созданию защиты для американцев от ракетного удара со стороны СССР[45]. Показан на НТВ 25 февраля 2008 года.
- «Мёртвый свет» (2008) — о секретной американской военной базе «HAARP», где проводятся эксперименты с ионосферой. Показан на НТВ 3 июля 2008 года.
- «Бейрут-82. Неизвестная война Брежнева» (2009) — о событиях, которые могли бы поспособствовать вводу советских войск в Ливан летом 1982 года[46]. Показан на НТВ 1 мая 2009 года.
- «Русский тигр» (2013) — об амурском тигре на Дальнем Востоке[47]. Показан на НТВ 29 сентября 2013 года.
- «Афганцы» (2014) — фильм, посвящённый 25-летию со дня вывода советских войск из Афганистана[48]. Показан на НТВ 15 февраля 2014 года.
- «22 минуты. Как это было» (2014) — фильм о фильме «22 минуты» и событиях, лёгших в его основу. Показан на НТВ 7 декабря 2014 года.
- «Ангола: война, которой не было» (2015)[49]. Показан на НТВ 15 февраля 2015 года.
- «Тропою тигра» (2015) — продолжение фильма об амурском тигре. Показан на НТВ 26 июля 2015 года[50].
- «Две войны» (2016) — фильм, снятый ко Дню памяти воинов-интернационалистов[51]. Показан на НТВ 14 февраля 2016 года[52].
- «Атомные люди-2» (2016) — фильм, посвящённый 30-летию со дня аварии на Чернобыльской АЭС[53]. Показан на НТВ 24 апреля 2016 года[54].
- «НТВ-видение. Полюс долголетия» (2017) — фильм об Оймяконе, одном из полюсов холода, жители которого могут проживать до 100 лет[55]. Показан на НТВ 10 марта 2017 года.
- «НТВ-видение. Секретная Африка. Русский Мозамбик» (2018) — фильм о трагических судьбах советских людей, работавших в Мозамбике 70-е годы XX века, когда страна боролась за независимость. Показан на НТВ 23 февраля 2018 года.
- «НТВ-видение. Секретная Африка. Выжить в ангольской саванне» (2019) — фильм о трагических приключениях группы жён советских офицеров на юге Анголы, во время агрессии ЮАР, и о самой кровавой битве в истории современной Анголы. Показан на НТВ 23 февраля 2019 года[56].
- «НТВ-видение. Секретная Африка. Атомная бомба в Калахари» (2020) — фильм о срыве советской разведкой в 1970-х годах программы создания ядерного оружия в ЮАР. Показан на НТВ 24 февраля 2020 года[57].
- «7 жизней полковника Шевченко» (2020) — о советском разведчике-нелегале. Показан на НТВ 21 декабря 2020 года[58].
- «Начальник разведки» (2021) — о разведчике-нелегале Алексее Козлове. Показан на НТВ 20 декабря 2021 года[59].
- «Три танкиста» (2023) — о военной династии Калисецких. Показан на НТВ 23 февраля 2023 года.
- «Ядерная зима профессора Александрова» (2024) — о работе выдающегося советского учёного Владимира Александрова и его таинственном исчезновении. Показан на НТВ 22 февраля 2024 года.
- «Секретная Африка. Ангола. Последний бой» (2025) — о малоизвестных событиях во время битвы при Квито-Кванавале. Показан на НТВ 22 февраля 2025 года[60].

## Награды и премии
- Медаль ордена «За заслуги перед Отечеством» I степени (27 ноября 2006 года) — «за большой вклад в развитие отечественного телерадиовещания и многолетнюю плодотворную деятельность»[61].
- Медаль ордена «За заслуги перед Отечеством» II степени (8 декабря 2000 года) — «за мужество, отвагу и самоотверженность, проявленные при исполнении профессионального долга, и объективное освещение событий в Северо-Кавказском регионе»[62].
- Премия «Хрустальная фляжка» за фильм «Первомайская колонна» (2002)[63].
- Премия Союза журналистов России «Лучшее журналистское расследование» — за фильм «Заложники чёрного неба» (2003)[64].
- Кинофестиваль документальных фильмов «Закон и общество» (2003) — отмечен фильм «Приговорённые жить» в номинации «Преступление и наказание»[65].
- Лауреат международной премии Артёма Боровика «Честь. Мужество. Мастерство» (2003)[64] и та же премия — за фильмы «По ту сторону войны» (2005) и «Атомные люди» (2006)[66].
- Десятый международный фестиваль и телефильмов «Золотой бубен» (2006). Дипломом в номинации «Документальный фильм» был отмечен фильм Алексея Поборцева «Атомные люди»[66].

## Семейное положение
Алексей Поборцев женат, имеет сына и дочь.